# Penstemon spectabilis
Penstemon spectabilis är en grobladsväxtart som beskrevs av George Thurber och Samuel Frederick Gray. Penstemon spectabilis ingår i släktet penstemoner, och familjen grobladsväxter.

## Underarter
Arten delas in i följande underarter:
- P. s. spectabilis
- P. s. subviscosus

## Bildgalleri

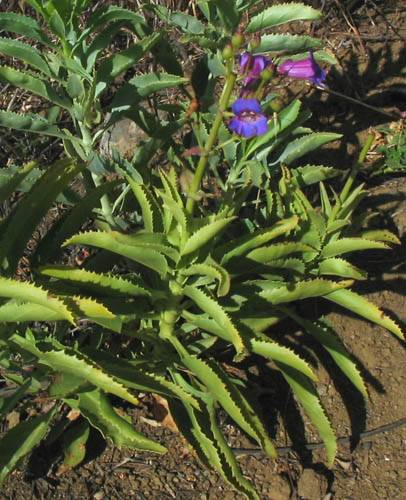
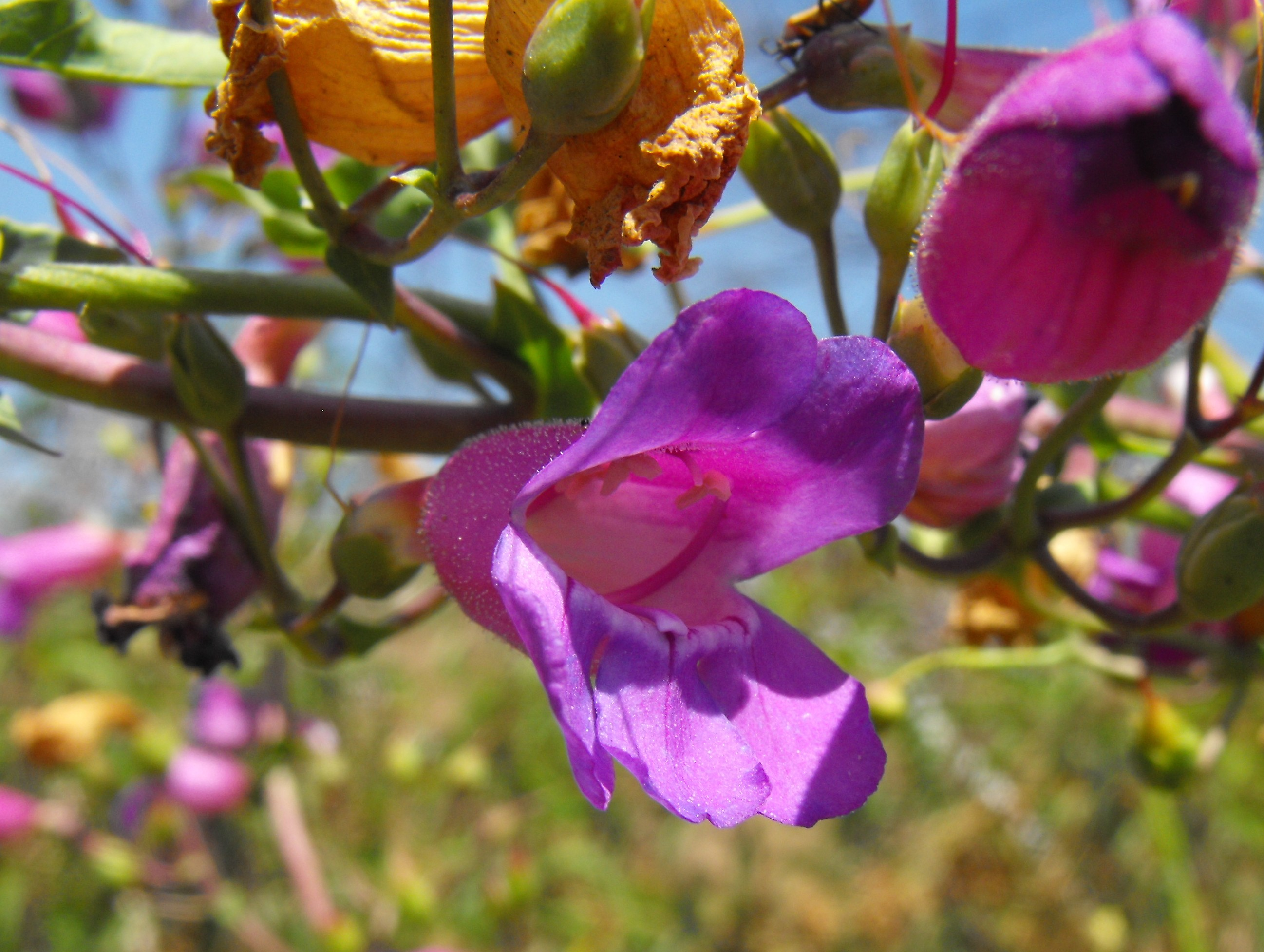